# Trận Mã Lăng
Trận Mã Lăng (chữ Hán: 馬陵之戰, Hán Việt: Mã Lăng chi chiến) là cuộc chiến tranh diễn ra vào giữa thời Chiến Quốc trong lịch sử Trung Quốc, có sự tham gia của hai nước chư hầu tức là nước Ngụy và nước Tề.

## Bối cảnh và nguyên nhân
Sau khi thất bại ở trận Quế Lăng (năm 353 TCN) trước quân lực của nước Tề, nước Ngụy lại ra sức gây chiến tranh với hai nước Triệu, Hàn. Do không thể chống lại sự tấn công dồn dập của quân Ngụy, đến năm 342 TCN, nước Hàn cử sứ sang cầu viện nước Tề. Tề Uy vương nghe theo ý kiến của Tôn Tẫn, không ra quân ngay, mà đợi khi quân Ngụy mệt nhọc mới ra quân. Sau đó, mặc dù đã kiên trì kháng chiến, song quân Hàn vẫn bị quân Ngụy đánh bại liên tục, đành phải sang Tề cầu cứu lần thứ hai. Tề Uy vương bằng lòng, sai Điền Kỵ làm chủ tướng, Điền Anh làm phó tướng, Tôn Tẫn làm quân sư, xuất quân cứu Hàn.
Quân nước Tề làm theo kế hoạch trong trận Quế Lăng, đem quân đánh vào kinh đô Đại Lương nước Ngụy, để buộc quân Ngụy phải giải vây nước Hàn, về cứu Đại Lương. Trận chiến Mã Lăng bùng nổ.

## Diễn biến cuộc chiến
Ngụy Huệ vương được tin quân Tề tấn công, lập tức cử triệu quân đang ở nước Hàn về, sai Thái tử Thân làm Thượng tướng quân, Bàng Quyên làm tướng, đem 10 vạn quân quyết chiến với Tề. Quân Tề ở trong lãnh thổ nước Ngụy, thấy quân Ngụy tấn công cũng quyết định ở lại chiến đấu.
Tôn Tẫn thấy rằng quân Ngụy dũng cảm thiện chiến, khinh thường quân Tề, bèn sử dụng kế rút bếp, theo đó cứ ngày hôm sau thì lại cho làm ít bếp ở doanh trại hơn so với ngày hôm trước, ngày đầu 10 vạn cái, ngày hôm sau còn 5 vạn cái và đến hôm sau nữa còn 3 vạn cái. Bàng Quyên thấy số bếp của quân Tề hao hụt, tưởng là sĩ tốt nước Tề đã bỏ trốn quá nửa nên chủ quan, không đem theo bộ binh, chỉ lấy một bộ phận kị binh đuổi theo, bất kể ngày đêm.
Tôn Tẫn biết quân Ngụy đã trúng kế, và trù tính được quân Ngụy sẽ đi ngang qua địa phận Mã Lăng, một nơi địa thế hiểm trở, khi bị bao vây thì khó rút chạy, bèn đặt phục binh ở đó, và ra lệnh hễ nơi nào thấy ánh lửa nổi lên thì lập tức bắn vào chỗ đó, sau đó lấy một khúc gỗ to cạo sạch vỏ, lấy than khắc lên dòng chữ: "Bàng Quyên sẽ chết dưới cây này".
Bàng Quyên quả nhiên trong đem tối đã đưa quân tới Mã Lăng, thấy cây gỗ của Tôn Tẫn, sai đốt lửa lên để đọc. Ngay lúc đó, quân Tề mai phục ở hai phía liền bắn tên vào chỗ ánh lửa. Bàng Quyên bị trúng tên còn quân Ngụy bị đánh đại bại. Bàng Quyên tuyệt vọng, than: "Toại khiếu thụ tử thành danh" (Ta làm cho cái thằng ấy nổi danh) rồi tự sát.

## Kết quả và ý nghĩa
Sau khi đánh bại quân Ngụy ở Mã Lăng, Tôn Tẫn lập tức cho quân truy kích, tiêu diệt 10 vạn quân nước Ngụy, bắt sống thái tử Thân. Trận chiến Mã Lăng kết thúc với sự thắng lợi hoàn toàn dành cho nước Tề.
Trận thua ở Mã Lăng, cùng với trận Quế Lăng trước đó và trận Hà Tây lần thứ 2 sau đó đã chấm dứt hi vọng tranh bá của nước Ngụy, đưa nước Ngụy vào thời kì suy yếu. Còn đối với nước Tề, trận thắng này có ý nghĩa quan trọng, giúp củng cố thế lực của nước Tề, và đưa nước Tề lên địa vị bá chủ ở phía đông.